# Río Súdogda
El río Súdogda (del ruso: Судогда) es un río del óblast de Vladímir, en Rusia, afluente por la orilla derecha del río Kliazma.
El Sudogda nace cerca del pueblo de Lazarevka en el sur del óblast y desemboca en la orilla derecha del Kliazma cerca del pueblo de Spas-Kupalische. Tiene una longitud de 118 km, con una pendiente media de 0.342 m/km, dándose la mitad de esta caída total en los primeros 20 km. Fluye en general en dirección al norte.
A orillas del río se encuentran las ciudades de Súdogda y Múromtsevo, así como varios pueblos. Antiguamente había varias pequeñas plantas hidroeléctricas.